# 고요는 어디 있나요
《고요는 어디 있나요》는 소설가이자 출판 기획자인 하명희가 쓴 중단편소설집이다. 장편 『나무에게서 온 편지』(2014)와 소설집 『불편한 온도』(2018) 이후 세 번째 소설집이다. 2016년부터 『작은책』, 『걷는사람』, 『삶이보이는창』 등에 수록된 중단편 소설들을 모아 북치는소년에서 발간했다.

## 수록 작품
1. 나머지
2. 나는 지금, 여기에 있습니다
3. 손을 흔들다
4. 겨울 강
5. 삼월의 눈
6. 배가 들어오는 날
7. 보리차를 끓이며
8. 도마
9. 우체국 가는 길
10. 목요일의 참새
11. 청자의 노래
12. 파란 발자국
13. 펑
14. 십일월의 연극
15. 종달리
16. 시멘트 소녀
17. 그 밤, 잠의 꽃밭에서
18. 달빛을 만진 날